# 22 грудня
22 грудня — 356-й день року (357-й у високосні роки) у григоріанському календарі. До кінця року залишається 9 днів. День зимового сонцестояння.

## Свята і пам'ятні дні

### Національні
- Україна: День енергетика.
- Україна: День працівників дипломатичної служби.
- Зімбабве: День єдності.
- Куба: День вчителя.
- В'єтнам: День збройних сил.
- Індонезія: День матері.
- Індія: Національний день математики.

### Релігійні

#### Західне християнство
- Пам'ять святих Еймгіна[en], Ернана[en], Гунґера[en] та Франциски Ксаверії Кабріні;
- Пам'ять Генрі Бадда[en] та Лотті Мун[en] (Єпископальна церква).

#### Східне християнство[1]
- Пам'ять великомучениці Анастасії Узорішительниці[en];
- Пам'ять мучеників Хрисогона[en], Феодотії, Євода, Євтихіана та інших.

## Іменини
✝  Католицькі: Еймгін, Ернан, Гунґер, Ксаверія, Франциска.
✙ Православні: Анастасія, Євод, Євтихіан, Хрисогон, Феодотія.

## Події
- 69 — Після тривалої громадянської війни на чолі Римської імперії став Тіт Флавій Веспасіан, засновник династії Флавіїв.
- 401 — Інокентій I був обраний новим Папою Римським.
- 1135 — через три тижні після смерті Генріха I, Стефан Блуаський займає трон і коронує себе Королем Англії, розпочинаючи тим самим період анархії.
- 1216 — Папа Римський Гонорій III затвердив орден мандрівних проповідників (домініканців), заснований іспанським ченцем Домініком 1215 року.
- 1790 — російські війська на чолі з Олександром Суворовим захопили Ізмаїл.
- 1808 — Людвіг ван Бетховен на своєму концерті у Відні вперше виконав симфонію №5, симфонію №6, концерт для фортепіано з оркестром №4 і фантазію для фортепіано, хору та оркестру.
- 1845 — У Філадельфії (США) вперше продемонстровано роботу першого синтезатора голосу, створеного німецьким винахідником Йозефом Фабером.
- 1864 — Громадянська війна в США: союзні війська захопили Саванну.
- 1882 — Помічник американського винахідника Томаса Едісона, Едвард Джонсон придумав ялинкову електрогірлянду і прикрасив нею ялинку в себе вдома на Різдво.
- 1885 — Іто Хіробумі став першим Премʼєр-міністром Японії.
- 1888 — відбулася Різдвяна зустріч 1888 року, що фактично започаткувала Фарерський національний рух.
- 1894 — Військовий суд в Парижі оголосив вирок у сумнозвісній «справі Дрейфуса».
- 1895 — Німецький фізик Вільгельм Рентґен опромінив руку своєї дружини «Х-променями», отримавши один із перших у світі рентґенівський знімок (найперший за три роки до нього отримав український фізик Іван Пулюй)
- 1905 — Початок грудневого збройного повстання в Москві.
- 1917 — Голова уряду Української Народної Республіки Володимир Винниченко підписав розпорядження про створення Генерального секретарства з міжнародних справ. Очолив Генеральне секретарство Олександр Шульгін. З 2000 року цей день щорічно відзначається в Україні як День дипломата.
- 1917 — Мала Рада Української Народної Республіки ухвалила закони про Головну скарбницю та Державний банк України.
- 1917 — у Харкові відбувся заколот проти Української Народної Республіки, проголошено про встановлення більшовицької влади і скликано III екстрений з'їзд рад маріонеткової Донецько-Криворізької Республіки
- 1917 — Конгрес США ввів у країні «сухий закон».
- 1918 — У Києві командир Осадного корпусу Євген Коновалець видав наказ про заборону антидержавної агітації.
- 1937 — був відкритий Тунель Лінкольна, що зʼєднує Нью-Йорк та Нью-Джерсі.
- 1938 — Біля берегів Південної Африки спіймали першу латимерію (найдавнішу зі сучасних риб).
- 1941 — Британський прем'єр-міністр Вінстон Черчілль прибув до Вашингтона для переговорів з президентом США Франкліном Рузвельтом щодо об'єднання англо-американських зусиль і вироблення спільної стратегії у війні проти Німеччини та Японії. Наслідком переговорів стало створення «Об'єднаних Націй».
- 1944 — була заснована Народна Армія В’єтнаму, яка ставали за мету боротьбу з японською окупацією.
- 1947 — Установчі збори Італії ухвалили першу республіканську конституцію.
- 1948 — у Західній Суматрі було засновано Надзвичайний уряд Республіки Індонезії.
- 1964 — Lockheed SR-71 Blackbird здійснив свій перший політ.
- 1971 — Генеральна Асамблея ООН затвердила рішення Ради Безпеки про призначення австрійського дипломата Курта Вальдгайма на посту Генерального секретаря ООН, на якому він пробув два терміни до 1982 року.
- 1972 — У Білій Церкві на комбінаті шин і гумовотехнічних виробів випущено першу продукцію.
- 1988 — Південно-Африканська Республіка підписала з ООН угоду, згідно з якою здобула незалежність остання в Африці колонія — Намібія.
- 1989 — У Соціалістичній Республіці Румунія перемогла народна революція, спрямована проти режиму Ніколае Чаушеску, до влади прийшов Фронт національного порятунку.
- 1989 — За згодою між керівниками Західної та Східної Німеччини вперше після зведення «берлінської стіни» Бранденбурзькі ворота були відкриті для вільного проходу через них громадян обох держав.
- 1990 — за результатами виборів Лех Валенса став першим демократично обраним Президентом Польщі.
- 1990 — після закінчення мандату ООН Маршаллові Острови та Федеративні Штати Мікронезії отримали незалежність.
- 1993 — Парламент Південно-Африканської Республіки ухвалив тимчасову конституцію, що поклала край політиці апартеїду.
- 1999 — На посту прем'єр-міністра України затверджено колишнього голову Національного банку Віктора Ющенка.
- 2010 — Президент США Барак Обама підписав закон про скасування з вересня 2011 року політики «Не питай, не кажи», що забороняла представникам ЛГБТ служити в армії.
- 2018 — в результаті цунамі, що було спровоковано виверженням вулкана Анак-Кракатау, померло більше 430 осіб, ще майже тисячу осіб було поранено.
- 2018 — почався шатдаун 2018–2019 років — найдовше Призупинення роботи уряду США в історії.

## Народились
Дивись також Категорія:Народились 22 грудня
- 1702 — Жан Етьєн Ліотар, швейцарський художник.
- 1744 — Данило Самойлович (Сушковський), український медик, засновник епідеміології в Російській імперії, фундатор першого в Україні наукового медичного товариства. Першим довів можливість протичумного щеплення.
- 1815 — Люсьєн Петіпа, французький балетний танцюрист і балетмейстер.
- 1823 — Жан Анрі Фабр, французький ентомолог та письменник.
- 1833 — Марко Вовчок (Марія Вілінська), українська письменниця («Кармелюк», «Невільничка», «Інститутка»).
- 1856 — Френк Біллінґс Келлоґ, американський юрист, дипломат, державний діяч, лауреат Нобелівської премії миру.
- 1858 — Джакомо Пуччіні, італійський композитор, автор 12 опер («Манон Леско», «Богема», «Тоска», «Мадам Баттерфляй», «Турандот» тощо).
- 1872 — Каміль Ґерен, французький учений, один із творців протитуберкульозної вакцини.
- 1876 — Філіппо Томмазо Марінетті, італійський письменник, засновник і теоретик футуризму в європейській літературі та мистецтві.
- 1879 — Ганна Юрчакова, українська драматична акторка.
- 1889 — Натан Альтман, український художник-авангардист (кубіст), скульптор і театральний художник.
- 1899 — Микола Горбань, український історик доби Розстріляного відродження, архівіст, письменник; батько відомого вченого Олександра Горбаня, професора Університету Лестера (Велика Британія), директора Центру Математичного Моделювання і кафедри прикладної математики; дід художниці Анни Горбань.
- 1908 — Макс Білл, швейцарський скульптор, художник-абстракціоніст, архітектор і дизайнер, представник цюрихської школи конкретного мистецтва.
- 1949 — Моріс і Робін Ґібб, австралійські музиканти, композитори, співаки, засновники гурту «Bee Gees».
- 1959 — Бернд Шустер, німецький футболіст і футбольний тренер.
- 1962 — Рейф Файнз, англійський актор, посланець доброї волі ЮНІСЕФ.
- 1966 — Дмитро Білозерчев, радянський гімнаст, триразовий олімпійський чемпіон (на кільцях, на коні й у командній першості).
- 1972 — Ванеса Параді, французька співачка і кіноактриса.

## Померли
Дивись також: Категорія:Померли 22 грудня
- 1554 — Моретто та Брешіа (Алессандро Бонвічіно), італійський художник.
- 1572 — Франсуа Клуе, французький художник, син художника Жана Клуе.
- 1603 — Мехмед III, турецький султан у 1595—1603 роках
- 1666 — Гверчіно, італійський художник доби бароко.
- 1828 — Вільям Волластон, англійський вчений, який відкрив паладій і родій. Відкрив незалежно від Йоганна Вільгельма Ріттера ультрафіолетове випромінювання.
- 1867 — Жан-Віктор Понселе, французький математик, механік та інженер, творець проєктивної геометрії.
- 1867 — Теодор Руссо, французький художник-пейзажист, графік. Засновник Барбізонської школи.
- 1880 — Джордж Еліот, англійська письменниця.
- 1900 — Ніколаос Гізіс, грецький художник.
- 1923 — Георг Люгер, австрійський конструктор стрілецької зброї, розробник славетного пістолета Parabellum P08 та набою до нього.
- 1943 — Беатрікс Поттер, англійська дитяча письменниця, художник.
- 1969 — Джозеф фон Штернберг, американський режисер, продюсер, сценарист та композитор.
- 1979 — Дерріл Занук, американський продюсер, сценарист, режисер та актор.
- 1989 — Семюел Беккет, ірландський англо- та франкомовний письменник, один з основоположників театру абсурду. Лавреат Нобелівською премією в галузі літератури 1969 року
- 1996 — Ляхович Микола Васильович, український історик.
- 2001 — Ромен Сова, український вчений, член-кореспондент академії наук, доктор медичних наук.
- 2014 — Джо Кокер, англійський рок-співак.